# Noordoostpolder
Noordoostpolder Flevoland tartomány alapfokú közigazgatási egysége, azaz községe Hollandiában. Egy polderen hozták létre a 20. század első felében. Területe 460 km², lakosainak száma 2014. május 1-jén 46450 volt.

## Földrajza
Noordoostpolder Urk, Kampen, Dronten és De Friese Meren községekkel határos.